# Stand (Jewel)
Stand is een nummer van de Amerikaanse zangeres Jewel uit 2003. Het is de tweede single van haar vijfde studioalbum 0304.
Hoewel voorganger Intuition in veel landen een hit werd, kende "Stand" minder succes. Het nummer werd enkel een klein hit in Nederland en Australië. In Nederland bereikte de plaat de 4e positie in de Tipparade.